# Antoni Hartsen
Antoni Hartsen (Amsterdam, 7 november 1719 - aldaar, 12 mei 1782) was koopman, toneeldichter en -vertaler.

## Familie
Hartsen was een lid van de familie Hartsen en een zoon van Anselmus Hartsen (1686-1756), koopman te Amsterdam, en Cecilia van Voorst (1687-1832). Hij trouwde in 1745 Louisa Hooft (1725-1756); uit dit huwelijk werden vier kinderen geboren. Zij waren de grootouders van de broers jhr. Pieter Hartsen (1789-1846) en jhr. Jacob Hartsen (1801-1845) die in 1841 in de Nederlandse adel werden opgenomen.

## Biografie
Hartsen werd geboren in het gezin van lakenhandelaars en trad op dat punt in de voetsporen van zijn voorouders. Hij was een dienaar bij de doopsgezinde gemeente van het Lam en de Toren. Als lid van het letterkundige genootschap "Oefening beschaaft de kunsten" vertaalde hij enkele toneelwerken, waaronder van Voltaire. Toen hij trouwde met Louise Hooft dichtte Johannes van den Bergh voor het echtpaar de Zangen ter bruilofte van den heere Antoni Hartsen, en jongkvrouwe Louisa Hooft; in den echt vereenigt te Amsterdam, op den VI. van Grasmaand des jaars MDCCXLV. Vanaf 1759 schreef Hartsen eigen poëzie. Naast toneel van Voltaire vertaalde Hartsen nog verschillende andere toneelwerken. Hij was later ook lid van het poëziegenootschap "Laus Deo Solu Populo" dat was opgericht om een nieuwe psalmberijming tot stand te brengen; in de uitgave uit 1760 van dit genootschap zijn zestien berijmingen van Hartsen opgenomen. Tot slot was hij lid van het in 1778 opgerichte "Dichtlievende Welsprekendheids Genootschap".

### Eigen werk
- Tooneel-poëzy van A. Hartsen. 4 delen, Amsterdam, 1759-1789.
- De heer der Judsche nazie vertheedigt en goetartig bewyst in de Hadelyke landman. [Z.p., ca. 1780].

### Vertalingen
- Voltaire, De wedergevonden zoon, blyspel. Amsterdam, 1761² en 1770³.
- Pierre Carlet de Marivaux, De moeder, vertrouwde van haare dochter; blyspel. Amsterdam, 1761.
- Edmond Cordier de Saint Firmin, Zarucma, treurspel. Amsterdam, 1765.
- Pieter Burman Junior, Aan den doorluchtigsten prince van Oranje en Nassau Willem den Vyfden; tot erfstadhouder der Vereenigde Nederlanden ingehuldigt den 8sten van Maart, MDCCLXVI. Leeuwarden, [1766].
- Pieter Burman Junior, Brederode: of Het tweede eeuwgetyde der Nederlandsche vryheid, verschenen den 5en April 1766, in de Doorluchtige Schoole te Amsterdam ... met een' feestzang gevierd. Amsterdam, 1767.
- Charles Georges Fenouillot de Falbaire de Quingey, De deugdzaame galeiroeijer, of de beloonde vaderliefde. Tooneelspel. Amsterdam, 1769.
- Johann Christian Brandes, De vrouw naar de waereld. Blyspel. Amsterdam, 1777.
- Doucet, De heer Cassander, of De uitwerkingen van de liefde en het koperrood. Zeer burgerlyk treurspel, of aller-akeligste drama. Amsterdam, 1778.
- Voltaire, Olimpia, treurspel. Amsterdam, 1782.
- Voltaire, Mahomet, treurspel. Amsterdam, 1783.
- Pierre Carlet de Chamblain de Marivaux, De moeder, vertrouwde van haare dochter. Blĳspel. Amsterdam, 1783.
- Heinrich Ferdinand Möller, De graaf van Waltron, krygsspel. Amsterdam, 1789.
- Pierre Laurent Buirette de Belloy, Zelmire; treurspel. Amsterdam, 1798.
- F.G. von Nesselrode , De adelyke landman, blyspel. Amsterdam, 1779.

- Biografisch Portaal: 59254772
- Digitale Bibliotheek voor de Nederlandse Letteren: hart044
- International Standard Name Identifier: 0000 0003 9615 2676
- Library of Congress Control Number: no2015135520
- Nederlandse Thesaurus van Auteursnamen: 070075956
- Virtual International Authority File: 291023773
- WorldCat: E39PBJpV6kPfyrfw4VqKqC4g8C